# Rakovets (Bogovinyé)
Rakovets (en macédonien Раковец ; en albanais Rakovci) est un village du nord-ouest de la Macédoine du Nord, situé dans la municipalité de Bogovinyé. Le village comptait 811 habitants en 2002. Il est majoritairement albanais.

## Démographie
Lors du recensement de 2002, le village comptait :
- Albanais : 807
- Autres : 4